# جون فيليبس (لاعب كرة قدم أمريكية)
جون فيليبس (بالإنجليزية: John Phillips)‏ هو لاعب كرة قدم أمريكية أمريكي، ولد في 11 يونيو 1987 في لو مور في الولايات المتحدة.

## وصلات خارجية
- جون فيليبس على موقع مرجع كرة القدم المحترفة.كوم (الإنجليزية)